# Bengești-Ciocadia
Bengești-Ciocadia es una comuna ubicada en el distrito de Gorj, Rumania.

## Superficie
Cuenta con una superficie de 63,28 kilómetros cuadrados.

## Demografía
Hasta 2021 la población era de 3083 habitantes, con una densidad de población de 48,72 habitantes por kilómetro cuadrado.